# Port lotniczy Mandalgow'
Port Lotniczy Mandalgow' (IATA: MXW, ICAO: ZMMG) – port lotniczy w Mandalgow', stolicy ajmaku środkowogobijskiego, w Mongolii.